# كات شي
كات شي (بالإنجليزية: Katt Shea)‏ هي منتجة أفلام وكاتبة سيناريو ومخرجة وممثلة أمريكية، ولدت في 1957 بديترويت في الولايات المتحدة. بدأت مشوارها المهني سنة 1980.

## أعمال

### أفلام
- (1983) الوجه ذو الندبة[2]
- (1992) لبلاب سام

## وصلات خارجية
- كات شي على موقع IMDb (الإنجليزية)
- كات شي على موقع ألو سيني (الفرنسية)
- كات شي على موقع أول موفي (الإنجليزية)
- كات شي على موقع قاعدة بيانات الأفلام السويدية (السويدية)
- كات شي على موقع قاعدة بيانات الفيلم (الإنجليزية)
- كات شي على موقع كينوبويسك (الروسية)